# Ferdinand Wolsegger
Ferdinand Wolsegger (* 11. Oktober 1880 in Gottschee; † 1. Februar 1959 in Innsbruck) war ein österreichischer Verwaltungsbeamter und Regierungspräsident zur Zeit des Nationalsozialismus.

## Leben
Wolsegger, Sohn eines Gymnasialdirektors, beendete seine Schullaufbahn in Villach 1898 mit der Matura. Danach studierte er bis 1903 Rechts- und Staatswissenschaften an den Universitäten Wien und Graz. Ab Januar 1904 war Wolsegger zunächst als k.k. Landesregierungs-Konzeptspraktikant bei der Bezirkshauptmannschaft Klagenfurt tätig und danach im Ministerium des Inneren in Österreich.
Während des Ersten Weltkrieges war Wolsegger als Offizier in Russland eingesetzt. Nach Kriegsende stand Wolsegger der österreichischen Zivilverwaltung in Triest vor. Anschließend war er als Präsidialchef im österreichischen Innenministerium tätig, wurde aber wegen seiner „nationalsozialistischer Einstellung“ aus dem Amt entlassen.  In Kärnten war Wolsegger danach als Landrat und ab 1925 bei der Kärntner Landesregierung als Landesamtsdirektor beschäftigt. Ab 1930 war Wolsegger als Medizinalrat im Bundesministerium für soziale Verwaltung tätig. Im August 1934 wurde er nach dem Juliputsch von seinen Tätigkeiten beurlaubt und Ende Januar 1935 in den vorzeitigen Ruhestand verabschiedet. Wolsegger war 1937 Präsident des Kunstvereins Kärnten.
Mit dem Anschluss Österreichs an das Deutsche Reich kehrte Wolsegger als Regierungsdirektor in den Verwaltungsdienst zurück. Wolsegger beantragte am 20. September 1939 die Aufnahme in die NSDAP und wurde rückwirkend zum 1. Mai 1938 aufgenommen (Mitgliedsnummer 6.383.421). Zudem gehörte er auch der SA an. In der SA erreichte er den Rang eines Sturmführers. Ab Mai 1938 war Wolsegger wieder als Landesamtsdirektor in Kärnten tätig und wurde auf Weisung von Arthur Seyß-Inquart Sonderbeauftragter in Wien.
Nach Ausbruch des Zweiten Weltkrieges war Wolsegger von Oktober 1939 bis Juni 1942 im deutsch besetzten Generalgouvernement (GG) eingesetzt. Wolsegger war dort unter anderem Amtschef im Krakauer Distriktamt sowie Leiter der Regierungskanzlei. Zudem wurde Wolsegger Anfang Februar 1942 zusätzlicher Stellvertreter des Staatssekretärs Josef Bühler im Generalgouvernement.
Ab August 1942 war Wolsegger wieder als Regierungspräsident in Klagenfurt tätig und war dort zudem noch stellvertretender Reichsstatthalter. Im September 1943 übernahm Wolsegger den Posten des Regierungspräsidenten in der Operationszone Adriatisches Küstenland und wurde Stellvertreter des dortigen Obersten Kommissars Friedrich Rainer. Wolsegger wurde auf diesem Posten von seinem bisherigen Stellvertreter Hans Rogalski als Regierungspräsident im Januar 1945 abgelöst. Nach Kriegsende wurde Wolsegger durch Angehörige der Militärregierung in Österreich festgenommen und bald darauf entlassen. Danach verfasste er noch seine Memoiren.
Er wurde 1900 Mitglied der Burschenschaft Carniola Graz, 1902 Mitglied der Burschenschaft Arminia Czernowitz und 1952 Mitglied der Burschenschaft Silesia Wien. Sein Bruder Friedrich Wolsegger war Bürgermeister der Landeshauptstadt Klagenfurt. Sein Halbbruder Heinz Wolsegger (1909–1943) war Geologe und Paläontologe.